# Lu L’Arronge

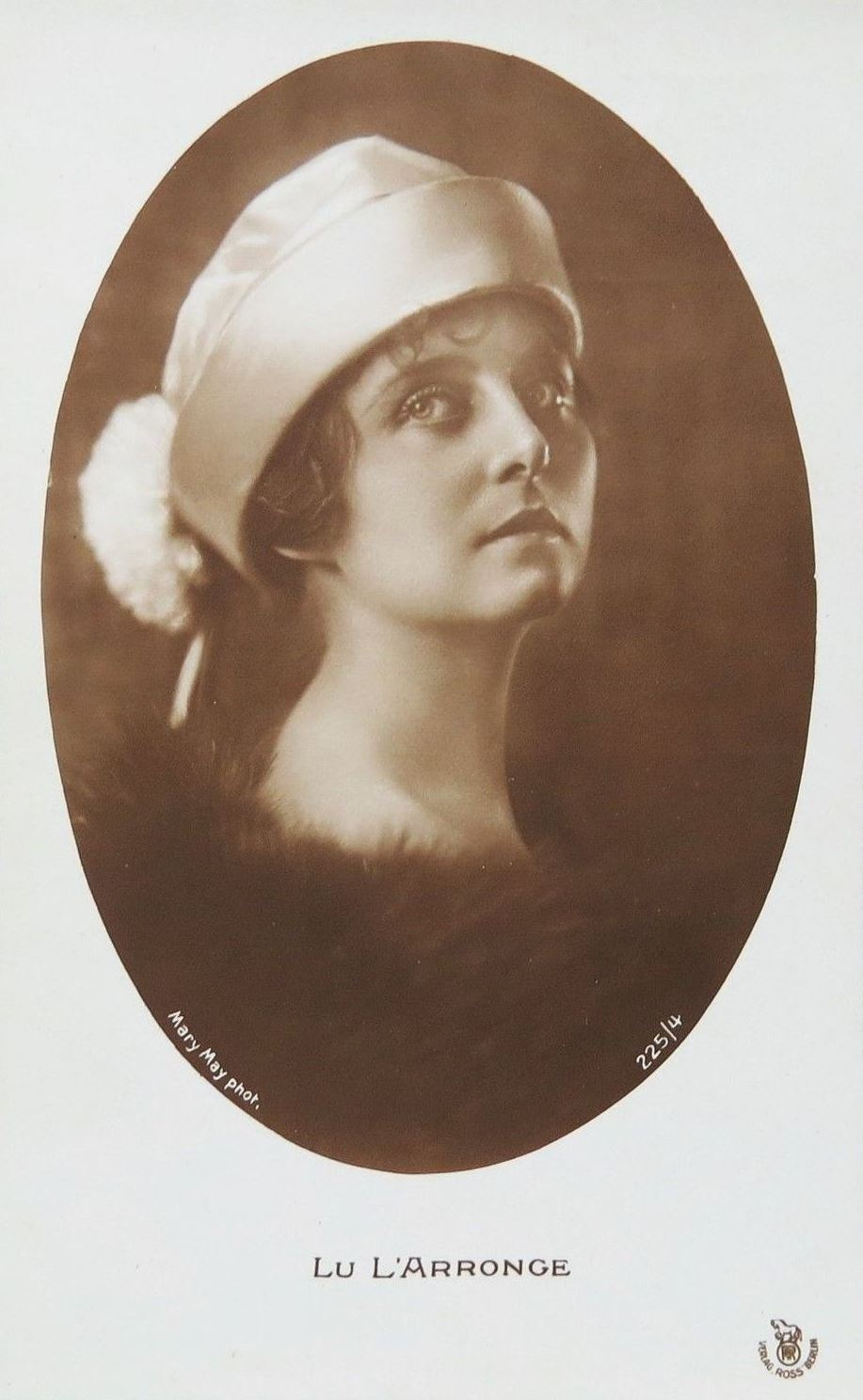
Lu L’Arronge auf der Porträt-Postkarte 225/4 des Ross-Verlags

Lu L’Arronge (geboren 14. November 1892 als Dorothea Luise Arronge in Hamburg; gestorben 24. Dezember 1977 in Monza) war eine deutsch-italienische Stummfilmschauspielerin.

## Leben und Wirken

### Herkunft
Die gebürtige Hamburgerin stammte aus der Schauspielerfamilie L’Arronge. Ihr Großvater Martin Adolphe L’Arronge (1807–1887) war Theatersekretär in Hamburg und Mitbegründer der Deutschen Bühnengenossenschaft. Er war wahrscheinlich ein Bruder des Theaterdirektors Theodor L’Arronge und Onkel des Bühnenschriftstellers Adolph L’Arronge. Ihr Vater war der gleichnamige Adolph L’Arronge (1857–1932), ihre Mutter Louise Mary, geborene Enders. Diese verwehrte ihrer Tochter zunächst die Zustimmung zu einer Ausbildung als Schauspielerin.

### Schauspielkarriere
Erst mit der fortschreitenden Etablierung des Films konnte Lu L’Arronge doch Schauspielerin werden. Ab 1917 spielte sie in einigen Filmen die Hauptrolle, meist als liebliche junge Frau. Die L’Arronge Film GmbH wurde in diesem Jahr gegründet und nach ihr benannt, sie war aber wahrscheinlich nicht entscheidend unternehmerisch beteiligt.
Bereits 1920 beendete sie ihre künstlerische Tätigkeit und zog sich nach der Heirat mit dem Kaufmann Giuseppe Ausonio 1921 ins Privatleben zurück.

### Spätere Jahre
Mitte der 1930er-Jahre verließ Lu L’Arronge die deutsche Hauptstadt und übersiedelte nach Ospedaletti an der Riviera dei Fiori, die Heimat ihres Ehemannes. Dort führte sie einen Blumenladen. Über ihr späteres Leben ist derzeit nichts bekannt. 1976 zog sie in die lombardische Provinzhauptstadt Monza, wo sie an Heiligabend 1977 starb.

## Filmographie
Lu L’Arronge spielte in mindestens 15 Filmen, einige wurden nach ihr benannt. Die ersten vier wurden vom Regisseur Franz Schmelter gedreht.
- 1917: Lu’s Backfischzeit
- 1917: Lu’chens Verlobung am Gartentor (Kurzfilm)
- 1917: Lu’chens Ehefreuden (Kurzfilm)
- 1917: Die Schlange der Kleopatra
- 1917: ’s Lieserl vom Loisachtal (L’Arronge Film GmbH)
- 1918: Kain, 2. Teil: Im Goldrausch
- 1918: Ein Blitzmädel
- 1918: Fürst Sally
- 1918: Wenns Landlüfterl weht (L’Arronge Film GmbH)
- 1919: Wenn die Liebe nicht wäre (Kurzfilm, L’Arronge Film GmbH)
- 1919: Kitty (Kurzfilm, L’Arronge Film GmbH)
- 1919: Die weiße Maus (L’Arronge Film GmbH)
- 1919: Piccolo-Liebchen (L’Arronge Film GmbH)
- 1920: Die Geisterbraut
- 1920: Anna Karenina